# Силва, Аденизия
Аденизия Силва, полное имя Аденизия Феррейра да Силва (порт.-браз. Adenízia Ferreira da Silva; род. 18 декабря 1986, Ибиаи, штат Минас-Жерайс, Бразилия) — бразильская волейболистка. Центральная блокирующая. Олимпийская чемпионка 2012.

## Биография
Аденизия Силва родилась в городе Ибиаи штата Минас-Жерайс. В двухлетнем возрасте лишилась матери (отец ещё раньше ушёл из семьи) и была удочерена её подругой, проживавшей в Говернадоре-Валадарисе. В 1997 в этом же городе Аденизия начала заниматься волейболом в клубе «Филадельфия». Через год была принята в юниорскую команду «Домингус-Мартинс» из штата Эспириту-Санту, а в 1999 — в молодёжную команду БКН из города Озаску. С 2005 Аденизия выступала уже за основную команду клуба «Озаску», в составе которой играла до 2016 года, выиграв с ней 10 медалей чемпионата Бразилии, в том числе дважды золотые (в 2010 и 2012), четырежды — клубный чемпионат Южной Америки, дважды — Кубок Бразилии и один раз — клубный чемпионат мира. В 2016 перешла в итальянский «Савино дель Бене» (Скандиччи).
В 2002—2005 Аденизия выступала за юниорскую и молодёжную сборные Бразилии, с которыми выигрывала континентальные и мировые первенства. В 2009 волейболистка дебютировала в национальной сборной Бразилии и в первый же год выступления в ней стала обладателем четырёх наград высшего достоинства (на Гран-при, Панамериканском Кубке, чемпионате Южной Америки и Кубке «Финал четырёх»), а также «серебра» в розыгрыше Всемирного Кубка чемпионов. В последующие годы Аденизия в составе сборной Бразилии выиграла ещё 9 наград высшего достоинства на официальных соревнованиях, в том числе «золото» Олимпиады-2012.  

### Клубная карьера
- 1997—1998 —  «Клубе Филадельфия» (Говернадор-Валадарис);
- 1998—1999 —  «Домингус-Мартинс»;
- 1999—2016 —  БКН/«Финаса-Озаску»/«Соллис-Озаску»/«Молико-Озаску» (Озаску);
- 2016—2019 —  «Савино Дель Бене» (Скандиччи);
- 2019—2022 —  «СеСИ-Бауру» (Бауру);
- 2022—2023 —  «Озаску/Сан-Кристован Сауде» (Озаску);
- с 2023 —  «Дентил/Прая Клубе» (Уберландия).

## Достижения

### Со сборными Бразилии
- Олимпийская чемпионка 2012.
- серебряный (2010) и бронзовый (2014) призёр чемпионатов мира.
- победитель розыгрыша Всемирного Кубка чемпионов 2013;
  - серебряный призёр Всемирного Кубка чемпионов 2009.
- 5-кратная чемпионка Мирового Гран-при — 2009, 2013, 2014, 2016, 2017;
  - 3-кратный серебряный призёр Гран-при — 2010, 2011, 2012;
  - бронзовый призёр Гран-при 2015.
- 4-кратная чемпионка Южной Америки — 2009, 2013, 2015, 2017.
- серебряный призёр Панамериканских игр 2015;
- победитель розыгрыша Панамериканского Кубка 2009;
  - серебряный (2008) и бронзовый (2005) призёр Панамериканского Кубка.
- победитель розыгрыша Кубка «Финал четырёх» 2009.
- чемпионка мира среди молодёжных команд 2005.
- чемпионка Южной Америки среди молодёжных команд 2004.
- бронзовый призёр чемпионата мира среди девушек 2003.
- чемпионка Южной Америки среди девушек 2002.

### С клубами
- двукратная чемпионка Бразилии — 2010, 2012;
  - 8-кратный серебряный (2006—2009, 2011, 2013, 2015, 2024) и 4-кратный бронзовый (2014, 2022, 2023, 2025) призёр чемпионатов Бразилии.
- 4-кратный победитель розыгрышей Кубка Бразилии — 2008, 2014, 2022, 2024;
  - серебряный призёр Кубка Бразилии 2007.
- двукратный бронзовый призёр чемпионатов Италии — 2018, 2019.
- чемпионка мира среди клубных команд 2012;
  - серебряный (2010, 2014) и бронзовый (2011) призёр клубных чемпионатов мира.
- 5-кратная чемпионка Южной Америки среди клубных команд — 2009—2012, 2025.

### Индивидуальные
- 2003: лучшая блокирующая чемпионата мира среди девушек.
- 2004: лучшая нападающая молодёжного чемпионата Южной Америки.
- 2005: лучшая блокирующая Панамериканского Кубка.
- 2007: лучшая блокирующая Кубка Бразилии.
- 2008: лучшая блокирующая Кубка Бразилии.
- 2008: лучшая блокирующая чемпионата Бразилии.
- 2009: лучшая на подаче Кубка «Финал четырёх».
- 2010: MVP клубного чемпионата Южной Америки.
- 2011: лучшая блокирующая клубного чемпионата мира.
- 2012: лучшая блокирующая чемпионата Бразилии.
- 2012: лучшая нападающая клубного чемпионата Южной Америки.
- 2014: лучшая блокирующая клубного чемпионата Южной Америки.
- 2015: лучшая блокирующая волейбольного турнира Панамериканских игр.
- 2017: лучшая блокирующая чемпионата Италии.
- 2025: MVP и лучшая центральная блокирующая (одна из двух) клубного чемпионата Южной Америки.